# Rallye de Pologne 1973
Le Rallye de Pologne 1973 (33 Rajd Polski), disputé du 12 au 15 juillet 1973, est la septième manche du championnat du monde des rallyes 1973 (WRC), inauguré cette même année.

## Contexte avant la course

### Le championnat du monde
1973 est la première année du Championnat Mondial des Rallyes pour Marques, qui a succédé au 'Championnat d'Europe des Rallyes pour Marques' (1968 à 1972). Constitué de treize épreuves internationales, il est réservé aux voitures des catégories suivantes :
- Groupe 1 : voitures de tourisme de série
- Groupe 2 : voitures de tourisme spéciales
- Groupe 3 : voitures de grand tourisme de série
- Groupe 4 : voitures de grand tourisme spéciales

Les constructeurs Alpine-Renault et Fiat ont prévu de participer à la plupart des manches du championnat et se disputent le titre mondial. La première demi-saison a été favorable à Alpine, qui a remporté quatre des six premières épreuves (Monte-Carlo avec Jean-Claude Andruet, Portugal avec Jean-Luc Thérier, Maroc avec Bernard Darniche et Rallye de l'Acropole avec Thérier), alors que le meilleur résultat de Fiat est une seconde place à l'Acropole. Avant la septième manche, Alpine a marqué le double de points par rapport à Fiat (92 contre 46, une victoire valant 20 points).

### L'épreuve
Créé en 1921, épreuve du championnat d'Europe des rallyes depuis 1960, le rallye de Pologne a été sélectionné pour le tout nouveau championnat du monde, bien que n'ayant auparavant jamais compté pour le championnat d'Europe des rallyes pour constructeurs. Disputé sur un parcours très difficile, avec des moyennes imposées difficiles à respecter, cette épreuve privilégie la robustesse des voitures et la navigation, les épreuves spéciales n'y jouant pas un rôle primordial. En 1972, l'Italien Raffaele Pinto y avait remporté la victoire au volant d'un spider Fiat 124 d'usine.

## Le parcours
- départ : 12 juillet 1973 de Cracovie
- arrivée : 15 juillet 1973 à Cracovie

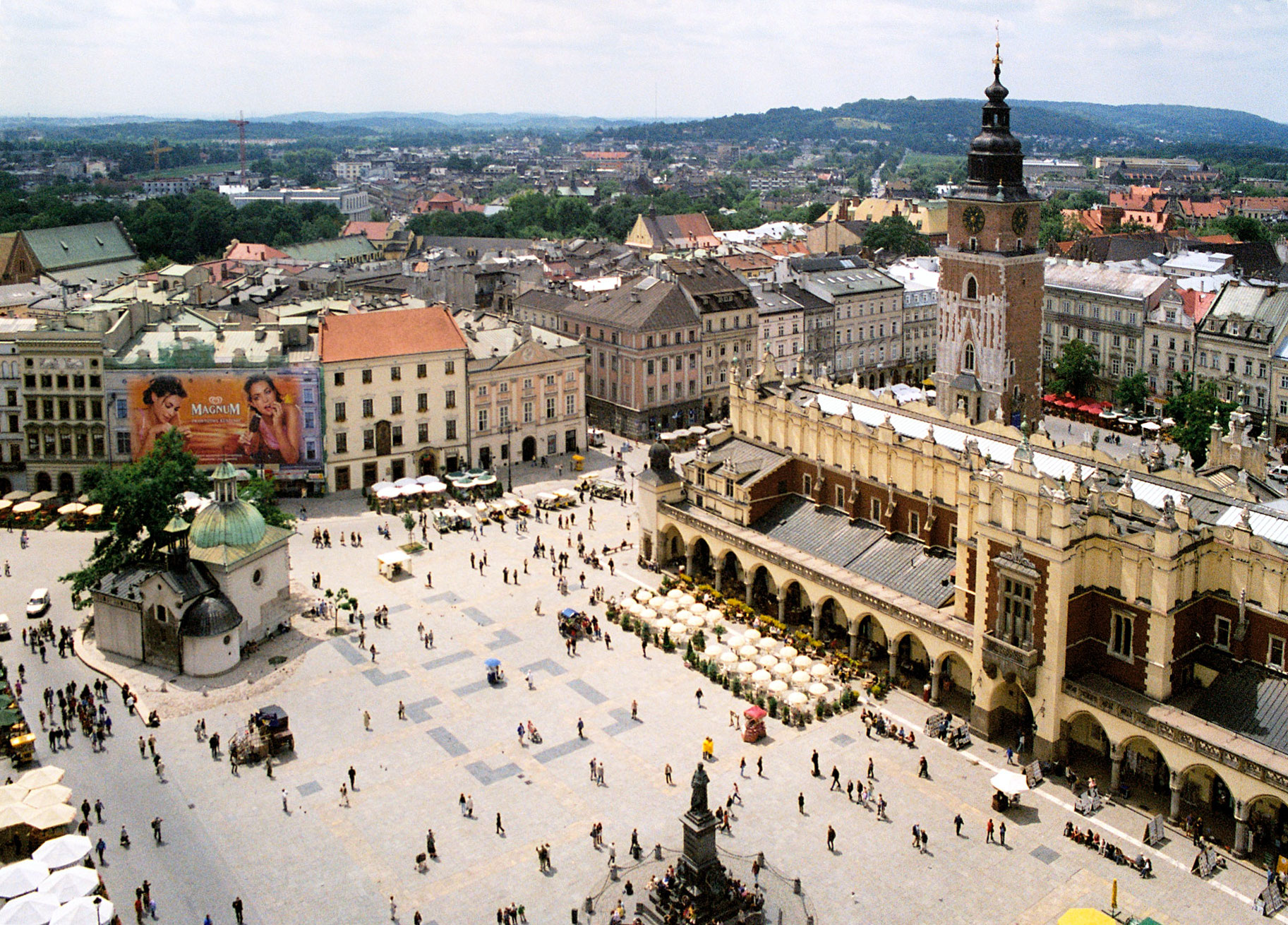
Le départ et l'arrivée de chaque étape ont lieu à Cracovie.

- distance : 3178 km dont 600,2 km sur 52 épreuves spéciales (55 épreuves initialement prévues)
- surface : terre et asphalte
- Parcours divisé en deux étapes[2]

### Première étape: boucle nord
- Cracovie - Cracovie, 1508 km, du 12 au 13 juillet
- 28 épreuves spéciales, 333,7 km

### Deuxième étape: boucle sud
- Cracovie - Cracovie, 1670 km, du 14 au 15 juillet
- 24 épreuves spéciales, 266,5 km (27 épreuves initialement prévues, ES 35, 41 et 46 annulées)

## Les forces en présence
- Alpine-Renault

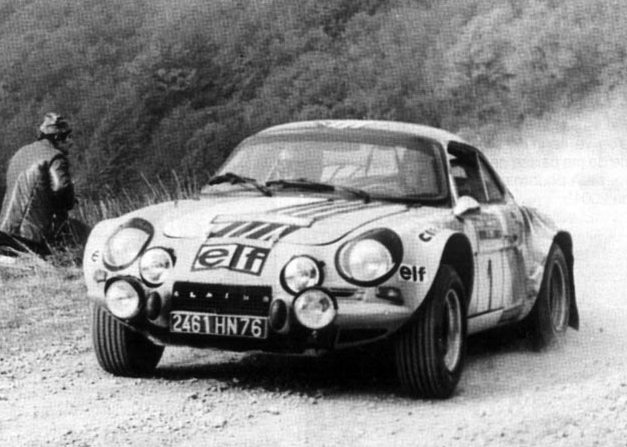
Une seule Alpine berlinette, confiée à l'équipage Thérier/Mahé, a été engagée en Pologne.

Initialement, le constructeur dieppois n'avait pas inscrit la manche polonaise à son programme, mais a finalement engagé une A110 pour Jean-Luc Thérier, navigué par Alain Mahé, habituel copilote de Bernard Darniche. La voiture est identique à celle victorieuse en Grèce (1 800 cm3, 172 chevaux, 710 kg).
- Fiat

L'usine a engagé trois spiders 124 rallye groupe 4 (1 750 cm3, 168 ch, 960 kg) pour Raffaele Pinto (vainqueur ici l'année précédente), Alcide Paganelli et Achim Warmbold (prêté par BMW qui ne participe pas à l'épreuve). Souffrant d'une pneumonie, Pinto ne peut se rendre en Pologne et la Fiat no 1 ne prendra pas le départ.
- Moskvitch

Le constructeur soviétique a engagé quatre Moskvitch 412 groupe 2 pour les pilotes russes Stasys Brundza, Kastytis Girdauskas, Lev Morozov et Haino Sepp. Confiants dans la solidité de leurs voitures, les responsables de l'écurie affichent un optimisme outrancier quant à l'issue du rallye.
- Polski Fiat

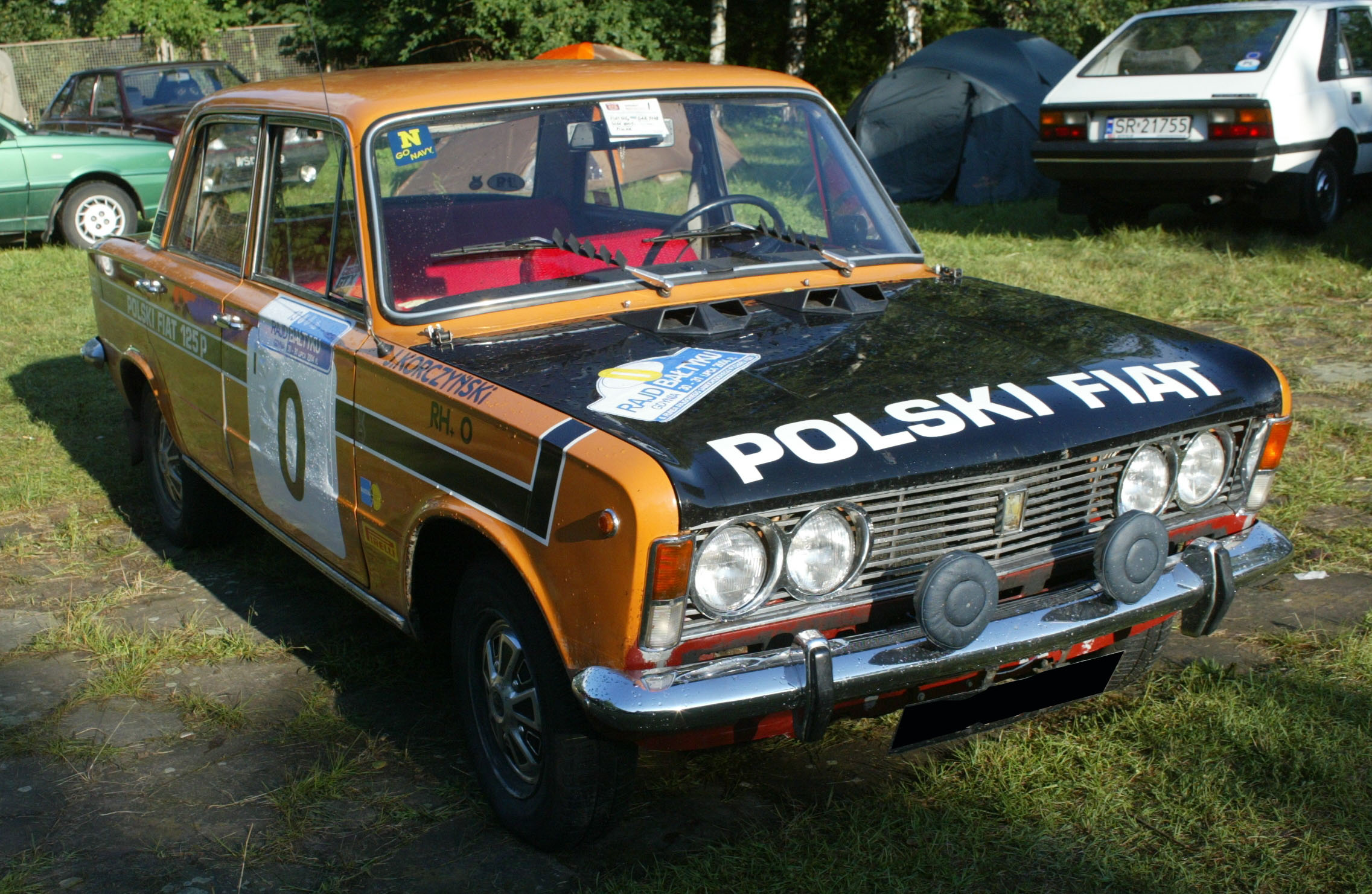
Les Polski Fiat 125P sont en majorité au départ.

Les Polski Fiat 125P représentent l'essentiel du plateau, avec un total de seize voitures engagées par des pilotes locaux. Certaines sont préparées en version groupe 2 (puissance portée à 100 chevaux, boîte cinq vitesses).
- Autres concurrents

Parmi les trente-neuf autres voitures engagées, on note la présence de deux Škoda d'usine et de sept Wartburg 353 à moteur deux temps.

## Déroulement de la course
Peu avant le départ de la première étape, Giovanni Maruffi (le responsable de l'équipe Fiat) et Jean Todt (copilote d'Achim Warmbold) ont obtenu des organisateurs qu'ils assouplissent les délais de mise hors-course, jugés trop sévères : ceux-ci passent d'une heure et demie à deux heures et demie. Malgré cet élargissement, ces délais risquent d'écarter du classement bon nombre de concurrents, la moyenne de référence sur la plupart des tronçons non chronométrés étant de 105 km/h.

### Première étape: boucle nord
Les 62 équipages s'élancent de Cracovie le jeudi 12 juillet, à partir de 16 heures. Seules l'Alpine de Jean-Luc Thérier et les deux Fiat d'Achim Warmbold et d'Alcide Paganelli peuvent prétendre à la course en tête, les autres concurrents ne pouvant les inquiéter à la régulière. Thérier attaque dès le départ, réalisant le meilleur temps dans les cinq premières épreuves spéciales. À l'issue de celles-ci, il compte 31 secondes d'avance sur Paganelli et près d'une minute et demie sur Warmbold, à qui son copilote Jean Todt a conseillé de faire une course d'attente, l'expérience lui ayant appris qu'en Pologne la victoire se décidait en fonction des pénalisations routières plutôt que dans les tronçons chronométrés. Sa tactique va rapidement s'avérer payante : dès le début du parcours en Silésie, où les routes se révèlent très difficiles, Thérier ouvre le train avant de sa berlinette. Le temps perdu dans l'épreuve spéciale et les pénalisations dues à la réparation le font chuter à la troisième place à environ dix minutes de la Fiat de Paganelli qui a pris la tête de la course. Les routes silésiennes vont d'ailleurs entraîner une véritable hécatombe parmi les concurrents, et seuls quinze équipages vont parvenir au terme de la première étape. Retardé par des problèmes d'amortisseurs, Paganelli a cédé la première place à Warmbold, qui à Cracovie bénéficie d'une avance de près de quatre minutes sur son coéquipier. Thérier, troisième est à neuf minutes, tandis que la Moskvitch de Sepp, quatrième, compte déjà plus de deux heures de retard sur la Fiat de tête.
| Pos. | Pilote               | Copilote         | Voiture              | Temps           | Écart             | Groupe |
| ---- | -------------------- | ---------------- | -------------------- | --------------- | ----------------- | ------ |
| 1    | Achim Warmbold       | Jean Todt        | Fiat 124 Rallye 1800 | 4 h 05 min 38 s |                   | 4      |
| 2    | Alcide Paganelli     | ‘Ninni’ Russo    | Fiat 124 Rallye 1800 | 4 h 09 min 23 s | + 3 min 45 s      | 4      |
| 3    | Jean-Luc Thérier     | Alain Mahé       | Alpine A110 1800     | 4 h 14 min 41 s | + 9 min 03 s      | 4      |
| 4    | Haino Sepp           | Tomas Bernstein  | Moskvitch 412        | 6 h 08 min 10 s | + 2 h 02 min 32 s | 2      |
| 5    | Ryszard Żyszkowski   | Jerzy Żyszkowski | Polski Fiat 125P     | 6 h 31 min 22 s | + 2 h 25 min 44 s | 2      |
| 6    | Hans Britth          | Magnus Olsson    | Ford Capri 2600      | 6 h 31 min 52 s | + 2 h 26 min 14 s | 2      |
| 7    | Jerzy Dobrzański     | Antoni Ryniak    | Polski Fiat 125P     | 6 h 39 min 15 s | + 2 h 33 min 37 s | 2      |
| 8    | Krzysztof Komornicki | Błażej Krupa     | Polski Fiat 125P     | 6 h 45 min 27 s | + 2 h 39 min 49 s | 2      |
| 9    | Evert Wesström       | Bo Carlsson      | Toyota Corolla       | 6 h 53 min 43 s | + 2 h 48 min 05 s | 1      |
| 10   | Lev Morozov          | Andris Kalnais   | Moskvitch 412        | 6 h 54 min 52 s | + 2 h 49 min 14 s | 2      |

### Deuxième étape: boucle sud

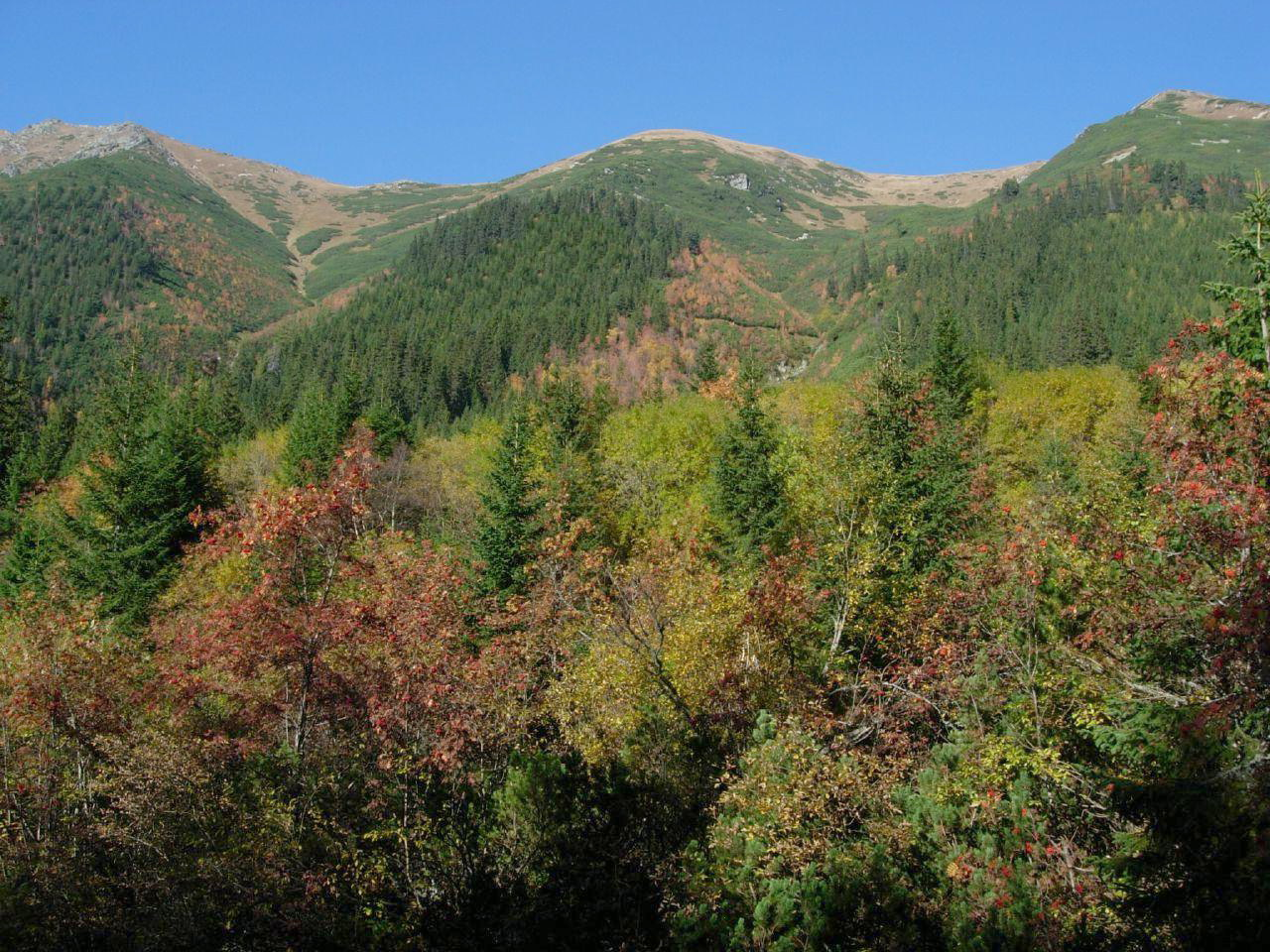
Le parcours de la deuxième étape passe par les Hautes Tatras, où les routes s'avèrent très difficiles.

Les deux derniers concurrents n'étant pas en mesure de prendre le départ de la seconde étape, treize voitures seulement vont s'élancer dans la boucle sud en direction des Carpates. Les routes de montagne sont en très mauvais état. Jean-Luc Thérier continue à mener sa berlinette avec autorité, et réduit son retard sur la Fiat de Paganelli. Ce dernier commence à avoir des soucis avec ses suspensions. Le carter de protection racle parfois le sol et, aux alentours de la trente-neuvième épreuve spéciale, un choc un peu plus violent avec une pierre va le faire exploser : c'est l'abandon. Thérier est maintenant second, il compte alors environ six minutes de retard sur la Fiat d'Achim Warmbold. Continuant à attaquer, il revient à cinq minutes du pilote allemand. Celui-ci gère son avance, mais le remplacement d'un amortisseur cassé va lui coûter quatre minutes de pénalisation. Alors qu'il reste six épreuves spéciales à disputer, l'écart entre les deux premiers est tombé à une minute et la course reste ouverte. Une erreur de distance dans le "road book" va toutefois perdre l'équipage Thérier-Mahé, qui manque un point de contrôle et le départ de la cinquantième spéciale. Pensant que ce tronçon a été annulé, Thérier continue, mais il sera mis hors course à l'arrivée. Warmbold, mis au courant de l'erreur de parcours de l'Alpine, n'a plus qu'à assurer jusqu'à l'arrivée à Cracovie. Il remporte la victoire avec près de trois heures d'avance sur la Wartburg de Culmbacher. Sur les sept équipages à l'arrivée, trois sont hors délai et un disqualifié, trois voitures seulement étant classées.
Le classement officiel sera confirmé quelques jours plus tard, la réclamation de l'équipe Alpine pour erreur de "road book" ayant été rejetée par la fédération polonaise du sport automobile.

### Classement général

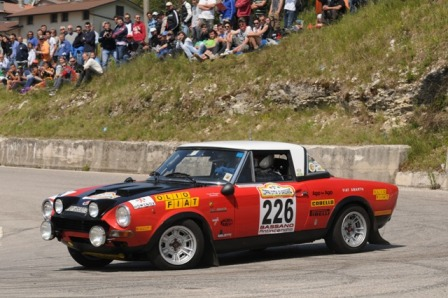
Première victoire en championnat cette saison pour le spider Fiat 124 groupe 4 (ici lors d'une épreuve historique)

| Pos | No | Pilote           | Copilote     | Voiture              | Temps            | Écart             | Groupe |
| --- | -- | ---------------- | ------------ | -------------------- | ---------------- | ----------------- | ------ |
| 1   | 4  | Achim Warmbold   | Jean Todt    | Fiat 124 Rallye 1800 | 8 h 28 min 14 s  |                   | 4      |
| 2   | 91 | Egon Culmbacher  | Werner Ernst | Wartburg 353         | 11 h 15 min 16 s | + 2 h 47 min 02 s | 2      |
| 3   | 55 | Maciej Stawowiak | Jan Czyżyk   | Polski Fiat 125P     | 12 h 08 min 31 s | + 3 h 40 min 17 s | 1      |

### Hommes de tête
- ES1 à ES5 :  Jean-Luc Thérier -  Alain Mahé (Alpine A110 1800)
- ES6 à ES22 :  Alcide Paganelli -  ‘Ninni’ Russo (Fiat 124 Rallye 1800)
- ES23 à ES55 :  Achim Warmbold -  Jean Todt (Fiat 124 Rallye 1800)

### Vainqueurs d'épreuves spéciales
- Jean-Luc Thérier -  Alain Mahé (Alpine A110 1800) : 32 spéciales (ES 1 à 5, 17, 20, 21, 23, 25 à 32, 36, 39, 40, 42 à 45, 47 à 49, 51 à 55)
- Alcide Paganelli -  ‘Ninni’ Russo (Fiat 124 Rallye 1800) : 13 spéciales (ES 3, 7 à 9, 12 à 14, 16 à 18, 22, 37, 38)
- Achim Warmbold -  Jean Todt (Fiat 124 Rallye 1800) : 6 spéciales (ES 6, 10 à 11, 19, 24, 50)
- Horst Rausch -  Jerzy Sypniewski (BMW 2002) : 1 spéciale (ES 15)
- Hans Britth -  Magnus Olsson (Ford Capri 2600) : 1 spéciale (ES 33)
- Haino Sepp -  Tomas Bernstein (Moskvitch 412) : 1 spéciale (ES 34)

## Résultats des principaux engagés
| no | Pilote               | Copilote              | Voiture              | Groupe | Class. général                       | Class. groupe | Commentaire                        |
| -- | -------------------- | --------------------- | -------------------- | ------ | ------------------------------------ | ------------- | ---------------------------------- |
| 1  | Raffaele Pinto       | Arnaldo Bernacchini   | Fiat 124 Rallye 1800 | 4      | Non partant                          |               | forfait (pilote absent, malade)    |
| 2  | Jean-Luc Thérier     | Alain Mahé            | Alpine A110 1800     | 4      | disqualifié                          | -             | parcours incomplet (ES 50 manquée) |
| 3  | Alcide Paganelli     | ‘Ninni’ Russo         | Fiat 124 Rallye 1800 | 4      | ab. dans 2e étape (pression d’huile) | -             |                                    |
| 4  | Achim Warmbold       | Jean Todt             | Fiat 124 Rallye 1800 | 4      | 1er                                  | 1er           |                                    |
| 7  | Adam Smorawiński     | Zbigniew Kołaczkowski | Porsche 911          | 4      | ab. dans 1re étape (accident)        | -             |                                    |
| 12 | Hans Britth          | Magnus Olsson         | Ford Capri 2600      | 2      | non classé (hors délai)              | -             | arrivé 5e à 4 h 36 min 34 s        |
| 21 | Marian Bień          | Wiesław Nicieja       | Polski Fiat 125P     | 2      | ab. dans 1re étape (suspension)      | -             |                                    |
| 23 | Jerzy Dobrzański     | Antoni Ryniak         | Polski Fiat 125P     | 2      | ab. dans 2e étape (moteur)           | -             |                                    |
| 24 | Stasys Brundza       | Anatoli Brum          | Moskvitch 412        | 2      | ab. dans 1re étape (accident)        | -             |                                    |
| 26 | Ryszard Żyszkowski   | Jerzy Żyszkowski      | Polski Fiat 125P     | 2      | ab. dans 2e étape (joint de culasse) | -             |                                    |
| 27 | Horst Rausch         | Jerzy Sypniewski      | BMW 2002             | 2      | ab. dans 1re étape (moteur)          | -             |                                    |
| 31 | Kastytis Girdauskas  | Arvydas Girdauskas    | Moskvitch 412        | 2      | ab. dans 1re étape                   | -             |                                    |
| 34 | Krzysztof Komornicki | Błażej Krupa          | Polski Fiat 125P     | 2      | ab. dans 2e étape                    | -             |                                    |
| 36 | Lev Morozov          | Andris Kalnais        | Moskvitch 412        | 2      | non classé (hors délai)              | -             | arrivé 6e à 6 h 11 min 52 s        |
| 49 | Haino Sepp           | Tomas Bernstein       | Moskvitch 412        | 2      | ab. dans 2e étape (accident)         | -             |                                    |
| 55 | Maciej Stawowiak     | Jan Czyżyk            | Polski Fiat 125P     | 1      | 3e à 3 h 40 min 17 s                 | 1er           |                                    |
| 57 | Evert Wesström       | Bo Carlsson           | Toyota Corolla       | 1      | non classé (hors délai)              | -             | arrivé 4e à 4 h 32 min 22 s        |
| 91 | Egon Culmbacher      | Werner Ernst          | Wartburg 353         | 2      | 2e à 2 h 47 min 02 s                 | 1er           |                                    |

## Classement du championnat à l'issue de la course
- attribution des points : 20, 15, 12, 10, 8, 6, 4, 3, 2, 1 respectivement aux dix premières marques de chaque épreuve (sans cumul, seule la voiture la mieux classée de chaque constructeur marque des points)
- seuls les huit meilleurs résultats (sur treize épreuves) sont retenus pour le décompte final des points[5].

| Pos. | Marque         | Points | M-C | SUE | POR | SAF | MAR | ACR | POL | FIN | AUT | SAN | PRE | RAC | COR |
| ---- | -------------- | ------ | --- | --- | --- | --- | --- | --- | --- | --- | --- | --- | --- | --- | --- |
| 1    | Alpine-Renault | 92     | 20  | 12  | 20  | -   | 20  | 20  | -   |     |     |     |     |     |     |
| 2    | Fiat           | 66     | 4   | 8   | 10  | 3   | 6   | 15  | 20  |     |     |     |     |     |     |
| 3    | Citroën        | 33     | -   | -   | 12  | -   | 15  | 6   | -   |     |     |     |     |     |     |
| 4    | Datsun         | 22     | 2   | -   | -   | 20  | -   | -   | -   |     |     |     |     |     |     |
| 5    | Saab           | 20     | -   | 20  | -   | -   | -   | -   | -   |     |     |     |     |     |     |
| 6    | Ford           | 16     | 10  | -   | 2   | -   | -   | 4   | -   |     |     |     |     |     |     |
| 7    | Wartburg       | 15     | -   | -   | -   | -   | -   | -   | 15  |     |     |     |     |     |     |
| 8    | Volkswagen     | 14     | -   | 6   | -   | -   | -   | 8   | -   |     |     |     |     |     |     |
| 9    | Peugeot        | 13     | -   | -   | -   | 12  | 1   | -   | -   |     |     |     |     |     |     |
| 9=   | Lancia         | 13     | 3   | 10  | -   | -   | -   | -   | -   |     |     |     |     |     |     |
| 11   | Polski Fiat    | 12     | -   | -   | -   | -   | -   | -   | 12  |     |     |     |     |     |     |
| 12   | Porsche        | 8      | -   | -   | 8   | -   | -   | -   | -   |     |     |     |     |     |     |
| 13   | Opel           | 5      | -   | 1   | 4   | -   | -   | -   | -   |     |     |     |     |     |     |
| 14   | BMW            | 4      | -   | 4   | -   | -   | -   | -   | -   |     |     |     |     |     |     |
| 14=  | Mitsubishi     | 4      | -   | -   | -   | 4   | -   | -   | -   |     |     |     |     |     |     |
| 14=  | Volvo          | 4      | -   | 2   | -   | -   | 2   | -   | -   |     |     |     |     |     |     |
| 17   | Škoda          | 3      | -   | 3   | -   | -   | -   | -   | -   |     |     |     |     |     |     |
| 18   | Toyota         | 2      | -   | -   | -   | -   | -   | 2   | -   |     |     |     |     |     |     |
| 19   | Audi           | 1      | -   | -   | -   | -   | -   | 1   | -   |     |     |     |     |     |     |